# Bojan Pečnik
Dr. Bojan Pečnik je hrvatski astrofizičar.
Diplomirao je fiziku u Zagrebu 2001. godine. Doktorat je započeo na instututu Max Plancku za ekstraterestrijalnu fiziku u Münchenu, a završio na Astrofizičkom institutu Sveučilista u Jeni (Njemačka). 
Područje istraživanja je teorija nastanka planetarnih sustava, te razvijanje numeričkih modela. 
Član je društva »znanost.org«, u sklopu kojeg je uključen u razne projekte popularizacije znanosti: Nebo na poklon, Dalmatinsko svemirsko ljeto i drugi.